# Île Gallows
Gallows est une île des Bermudes. 